# 巴塘红景天
巴塘红景天（学名：Rhodiola tieghemii）为景天科红景天属的植物，为中国的特有植物。分布于中国大陆的四川、西藏等地，目前尚未由人工引种栽培。

## 别名
藏南红景天（植物分类学报增刊）